# Harry Guardino
Harry Guardino (* 23. Dezember 1925 als Harold Vincent Guardino in New York City, New York; † 17. Juli 1995 in Palm Springs, Kalifornien) war ein US-amerikanischer Film- und Theaterschauspieler.

## Leben
Harry Guardino besuchte die Haaren High School in New York City. Seit Beginn der 1950er Jahre stand er bei Film und Fernsehen vor der Kamera, zunächst noch eher in kleinen Rollen. 1953 gab er sein Broadway-Debüt in End as a Man und stand dort die nächsten drei Jahrzehnte noch mehrfach auf der Bühne. Erstmals größere Aufmerksamkeit als Filmschauspieler erhielt Guardino 1958 durch die Filmkomödie Hausboot, für seine Rolle an der Seite von Sophia Loren und Cary Grant erhielt er 1959 eine Nominierung für den Golden Globe Award als Bester Nebendarsteller. 
In der Folge erhielt Guardino einige zweite Hauptrollen oder größere Nebenrollen, etwa in den Kriegsfilmen Mit Blut geschrieben und Die ins Gras beißen. Eine seiner bekanntesten Filmrollen war jene des Barabbas in Nicholas Rays Bibelverfilmung König der Könige aus dem Jahr 1961. Der Film Es begann in Rom von 1962 brachte ihm eine zweite Golden-Globe-Nominierung. Zu einem großen Hollywood-Star wurde Guardino, der durch sein kantiges Äußeres oft Schurkenrollen offeriert bekam, indes nie. trat meist in Fernsehserien auf. 1971 stand er in Dirty Harry als Vorgesetzter von Clint Eastwoods Hauptfigur Harry vor der Kamera, diese Rolle wiederholte er nochmals fünf Jahre später in Der Unerbittliche. Seine italoamerikanische Herkunft führte zu mehreren Besetzungen auf Mafiarollen, so als Johnny Torrio im Film Capone aus dem Jahr 1975.
Insbesondere im späteren Teil von Guardinos Karriere machten Gastrollen in Fernsehserien einen substanziellen Teil seiner Arbeit aus. In der kurzlebigen Serie The New Perry Mason war er von 1973 bis 1974 als Staatsanwalt Hamilton Burger zu sehen. Insgesamt umfasst Guardinos filmisches Schaffen bis zu seinen letzten Auftritten im Jahr 1993 rund 125 Film- und Fernsehproduktionen.
Guardino war zweimal verheiratet und Vater von vier Kindern, Tochter Michele und den Söhnen Paul, Gregory und Michael. Er starb 1995 im Alter von 69 Jahren an Lungenkrebs.

## Filmografie (Auswahl)
- 1951: Up Front
- 1951: Sirocco – Zwischen Kairo und Damaskus (Sirocco)
- 1952: Sein großer Kampf (Flesh and Fury)
- 1952: Der Sohn von Ali Baba (Son of Ali Baba)
- 1955: Der Hofnarr (The Court Jester)
- 1957: Alfred Hitchcock präsentiert (Alfred Hitchcock Presents, Fernsehserie, Folge 3x08)
- 1958: Hausboot (Houseboat)
- 1959: Mit Blut geschrieben (Pork Chop Hill)
- 1959: Fünf Pennies (The Five Pennies)
- 1959/1963: Gnadenlose Stadt (Naked City, Fernsehserie, 2 Folgen)
- 1960: Jovanka und die anderen (Jovanka e le altre)
- 1960–1962: Die Unbestechlichen (The Untouchables, Fernsehserie, 3 Folgen)
- 1961: König der Könige (King of Kings)
- 1962: Es begann in Rom (The Pigeon That Took Rome)
- 1962: Die ins Gras beißen (Hell Is for Heroes)
- 1962: Route 66 (Fernsehserie, Folge 3x11)
- 1964: Safari zur Hölle (Rhino!)
- 1964: The Reporter (Fernsehserie, 13 Folgen)
- 1965: Die Leute von der Shiloh Ranch (The Virginian, Fernsehserie, Folge 4x13)
- 1966: Wettlauf mit dem Tod (Run for Your Life, Fernsehserie, 2 Folgen)
- 1966: Unser Boß ist eine Dame (Operazione San Gennaro)
- 1967: Bullwhip Griffin oder Goldrausch in Kalifornien (The Adventures of Bullwhip Griffin)
- 1967: Tal der Geheimnisse (Valley of Mystery, Fernsehfilm)
- 1968: Nur noch 72 Stunden (Madigan)
- 1968: Die nackte Tote (Jigsaw)
- 1968: Die mit den Wölfen heulen (The Hell with Heroes)
- 1968/1971: The Name of the Game (Fernsehserie, 2 Folgen)
- 1969–1979: Hawaii Fünf-Null (Hawaii Five-O, Fernsehserie, 4 Folgen)
- 1970: Liebhaber und andere Fremde (Lovers and Other Strangers)
- 1970: FBI (The F.B.I., Fernsehserie, Folge 6x03)
- 1971: Monty Nash (Fernsehserie, 14 Folgen)
- 1971: Dirty Harry
- 1971: Octaman – Die Bestie aus der Tiefe (Octaman)
- 1972: Spur der schwarzen Bestie (They Only Kill Their Masters)
- 1973: Ein Sheriff in New York (McCloud, Fernsehserie, Folge 3x05)
- 1973–1974: The New Perry Mason (Fernsehserie, 14 Folgen)
- 1974: Indict and Convict (Fernsehfilm)
- 1974: Kojak – Einsatz in Manhattan (Kojak, Fernsehserie, Folge 1x18)
- 1975: Capone
- 1975: Cash – Die unaufhaltsame Karriere des Gefreiten Arsch (Whiffs)
- 1976: Der Tag der Abrechnung (St. Ives)
- 1976: Die Straßen von San Francisco (The Streets of San Francisco, Fernsehserie, Folge 5x07)
- 1976: Der Unerbittliche (The Enforcer)
- 1977: Achterbahn (Rollercoaster)
- 1977: Das Cherry-Street-Fiasko (Contract on Cherry Street, Fernsehfilm)
- 1978: Fantasy Island (Fernsehserie, Folge 1x05)
- 1978: Wonder Woman (Fernsehserie, Folge 2x21)
- 1978: Irrtum ausgeschlossen (No Margin for Error, Fernsehfilm)
- 1978: Evening in Byzantium (Miniserie, 2 Folgen)
- 1978: Der Mann aus San Fernando (Every Which Way but Loose)
- 1979: Der Agent (Goldengirl)
- 1980: Barnaby Jones (Fernsehserie, Folge 8x19)
- 1980: Mit Vollgas nach San Fernando (Any Which Way You Can)
- 1981: Vegas (Vega$, Fernsehserie, Folge 3x16)
- 1981: The Sophisticated Gents (Miniserie, 3 Folgen)
- 1984–1993: Mord ist ihr Hobby (Murder, She Wrote, Fernsehserie, 4 Folgen)
- 1985/1986: Hotel (Fernsehserie, 2 Folgen)
- 1989: Hunter (Fernsehserie, Folge 6x08)
- 1989: Stadt der Spieler (The Neon Empire, Fernsehfilm)
- 1991: Jake und McCabe – Durch dick und dünn (Jake and the Fatman, Fernsehserie, Folge 4x13)
- 1991: D.O.G. Verbotene Tricks (Under Surveillance)
- 1992: Cheers (Fernsehserie, Folge 10x23)
- 1992: Renegade – Gnadenlose Jagd (Renegade, Fernsehserie, Folge 1x06)
- 1993: Fist of Honor

## Auszeichnungen
- 1959: Nominierung, für den Golden Globe Award/Bester Nebendarsteller, für: Hausboot (Houseboat)
- 1963: Nominierung, für den Golden Globe Award/Bester Nebendarsteller, für: The Pigeon That Took Rome